# Heinrich Tromm
Heinrich Tromm (* 2. Juni 1896; † 19. Juni 1942 bei Cholm) war ein deutscher Offizier und Fußballer.

## Leben
Tromm spielte vor dem Zweiten Weltkrieg langjährig für Holstein Kiel. Er gehörte zu den bekannten Spielern Norddeutschlands und war in Kiel ein ausgezeichneter Abwehrspieler und eine Stütze der Mannschaft.
Er diente als Offizier im Zweiten Weltkrieg u. a. als Kommandeur des Infanterie-Regiments 411 der 122. Infanterie-Division. Während der Schlacht um Cholm durchbrach das Infanterie-Regiment 411 am 5. Mai 1942 mit Unterstützung durch Sturmgeschütze und Erdkampfflugzeuge, unter dem Kommando von Tromm, den Einschließungsring der Roten Armee um die Stadt und entsetzte damit die dortigen eingekesselten deutschen Soldaten. Als Kommandeur des Infanterieregiments 411 erhielt er am 15. November 1941 das Ritterkreuz. 1942 wurde er posthum zum Oberst befördert.